# Коноплянникова, Зинаида Васильевна
Зинаида Васильевна Конопля́нникова (14 ноября 1878, Санкт-Петербург — 29 августа 1906, Шлиссельбургская крепость) — учительница сельской школы, участница революционного движения в России, член партии эсеров, после 1905 года стала террористкой, убийца генерал-майора Г. А. Мина.

## Фрагменты биографии
Окончила учительскую семинарию, работала учительницей сельской школы в Гостилицах под Петергофом.

## Участник революционного движения
В 1902 году была взята под наблюдение жандармами: «…у Коноплянниковой имеется большое количество книг, в которых говорится, что Бога нет, а потому не может быть и земного царя, а кроме книг печатных, у Коноплянниковой есть и рукописные сочинения такого же рода».
В 1903 году «за революционную пропаганду среди крестьян» была арестована и посажена в Трубецкой бастион Петропавловской крепости. В апреле 1904 году была освобождена. В 1905 году повторно арестована, но через месяц отпущена.
C 1906 года член Летучего боевого отряда Северной области. Охранке удалось раздобыть клок разорванного письма Коноплянниковой, в котором были сведения о намерении уехать в столицу, чтобы «окончательно согласовать свою жизнь с идеей».
13 августа 1906 года на станции Новый Петергоф в 8 часов 7 минут утра она подошла к экипажу, в котором сидел один из организаторов карательных экспедиций Семеновского полка генерал-майор Георгий Мин с семьёй — женой и дочерью, и в упор из браунинга сделала четыре выстрела в спину генералу, от которых тот сразу скончался. Покушавшуюся тут же схватили.
26 августа в Трубецком бастионе Петропавловской крепости состоялось заседание военно-окружного суда по делу З. В. Коноплянниковой. Считается, что в своём заявлении на суде Коноплянникова впервые ввела понятие «красный террор»:

Партия решила на белый, но кровавый террор правительства ответить красным террором…
— Ольга Морозова «И красный мак и белая ромашка растут на проклятой земле»
В два часа дня объявили приговор: повешение. 28 августа великий князь Николай Николаевич утвердил приговор, а в ночь с 28 на 29 августа Коноплянникова на специальном катере была доставлена в Шлиссельбургскую крепость и в 9 часов 26 минут утра повешена, став первой женщиной, повешенной в России в XX веке.
Очевидец рассказывает: «До последней минуты она держала себя с полным самообладанием, последней своей воли не объявила, от напутствия священника отказалась. Выслушав приговор, она отстегнула от платья белый крахмальный воротничок, обнажила шею и дала связать себе руки. Палач быстро управился с нею». У очевидца осталось ощущение, что она шла на смерть так, как идут на праздник. А.В.Герасимов пишет, что её последними словами стали: «Товарищ, верь, взойдёт она, звезда пленительного счастья». Но воспоминания присутствовавших при казни эту легенду не подтверждают.

## Память
- В Твери именем Зинаиды Коноплянниковой названа улица.
- В Шлиссельбургской крепости на месте казни установлена гранитная мемориальная доска.
- Имя Коноплянниковой носила улица в деревне Луизино.